# ファンタジーライフ
『ファンタジーライフ』（FANTASY LIFE）は、レベルファイブより2012年12月27日に発売されたニンテンドー3DS専用ソフト。開発はブラウニーブラウンとハ・ン・ドが担当している。アメリカでは2014年10月24日、ヨーロッパでは2014年9月26日に発売された。
2013年7月25日にはオンライン機能の強化や新マップなど追加要素を実装したバージョンアップ版『ファンタジーライフ LINK!』（ファンタジーライフ リンク!、FANTASY LIFE LINK!）が発売された。
『ファンタジーライフ』のキャラクターデータを引き継いでバージョンアップ可能な『LINK!キット』も配信されており、今作から開発はブラウニーズとハ・ン・ドに担当が変更されている。
2018年7月23日にはiOS / Android用アプリの『ファンタジーライフ オンライン』が配信された。
2025年にはニンテンドー3DS版の続編『ファンタジーライフi グルグルの竜と時をぬすむ少女』がマルチプラットフォームで発売。

## 概要
本作は自分の分身となるアバターを作り、様々なライフ（職業）に就いて気ままに生きることが目的のロールプレイングゲームで、すれちがい通信などによってオンラインRPGのような体験が楽しめるとしている。
2009年の「LEVEL5 VISION 2009」で初公開され、当初はニンテンドーDS用にドットグラフィックで開発されていたが、翌年の「LEVEL5 VISION 2010」ではニンテンドー3DS専用タイトルとして3Dグラフィックスに変更された。
発売後、一時は売り切れるなどの人気からオンラインに対応するアップデート版の開発が発表された。

## システム

### アバターメイク
アバターメイクで設定できる項目は、下記の通りである。
性別
「おとこのこ」か「おんなのこ」を選べる。装備できる武器・防具に差異が出るが、基本能力は変わらない。
体系
体格は、標準・スレンダー・小さい・ふっくら・のっぽの5種類から選べる。肌の色は、ミルクホワイト～ビターチョコレートまでの10種類から選べる。
顔の形
丸顔、スラッと顔、ふっくら顔、たまご顔、おむすび顔、四角顔の6種類から選べる。
髪型
髪の形は男女共通の48種類から選べる。髪の色は40種類のなかから選べる。
顔のパーツ
顔のパーツを選択できる。目は54種類、眉は18種類、鼻は18種類、耳は6種類、口は30種類、髭や傷などのオプションは14種類から選べる。また、色が選択できるものは30色から選べる（追加コンテンツを購入すると増える）。
声
声は6種類から選べる（『LINK!』からは12種類になる）。
名前
名前は、ひらがな・カタカナ・アルファベット・数字・記号から6文字までで設定できる。
ライフ
後述の12種類から選べる。ここで選択するライフは、ライフのライセンスを取得する為に王城へ赴くオープニングイベントが発生する。このイベント終了後、他のライフに変更する事が出来る。

#### ライフ（職業）
キャラクターはライフと呼ばれる12の職業につき、自由にファンタジー世界で暮らすことができる。レベルやパラメータの他に、重要な数値としてリッチ、スター、ハッピーの3つの要素がある。
試練を突破し、スターと呼ばれるポイントを集めることでランクがアップする。各ライフのランクは、見習い、駆け出し、いっぱし、うできき、達人、マスター、英雄、伝説で、『LINK!』を購入している際は、伝説から神様に認めてもらい、神見習い、ゴッドとなる。ランクが上がるごとにスキルを覚えたりなど、恩恵はライフによって様々。
王国兵士
マスター：マスタング
クルブルク王国に遣える兵士。ライフ道具は片手剣と盾。
魔法使い
マスター：クローネ
スタミナを消費して魔法を放つ。ライフ道具は杖。
狩人
マスター：イムカ
弓を駆使して敵に立ち向かう。ライフ道具は弓。
傭兵
マスター：セルヴァンテス
大剣を振り回し、敵をなぎ倒していく。ライフ道具は大剣。
木こり
マスター：ヘイホフ
斧を駆使して木を伐採し、素材となる原木を入手するライフ。ライフ道具はオノ。
採掘師
マスター：デグダス
つるはしで原石から素材となる鉱石を発掘するライフ。ライフ道具はピッケル。
釣り人
マスター：つりせんにん
河川や湖、海、果てには溶岩などから魚を釣り上げるライフ。ライフ道具はつりざお。
大工
マスター：リック
原木から角材、それらを使った武具を作成するライフ。ライフ道具はノコギリ。
裁縫師
マスター：マイム
綿や糸などから布地を作り、衣類を作成するライフ。ライフ道具は針。
鍛冶屋
マスター：バルカン
鉱石をインゴットに加工し、武器や防具として作成するライフ。ライフ道具はハンマー。
料理人
マスター：コンガス
手に入れた食材から様々な料理を作り上げるライフ。ライフ道具はフライパン。
錬金術師
マスター：ヤーク
錬金術を駆使し、回復薬や爆弾などのお役立ちアイテムを精製するライフ。ライフ道具はフラスコ。

### マルチプレイ
マルチプレイは、ローカル通信とインターネット通信の2種類の方法で行うことができる。通信中は、クルブルクのギルドでのみ、プレイヤー間のアイテムの受け渡しが可能で、アイテムを1度に最大8種、1種につき最大99個一緒にプレイしている仲間に送ることができる。また、インターネットマルチプレイは『LINK!』からの新機能である。そして、チャットと呼ばれるコメントを投稿することも可能である。なお、マルチプレイ中はゲーム内時間が経過せず、昼のみ、もしくは夜のみポップするモンスターなどを狩る時は、一度通信を切断して時間を経過させる必要がある。

### クエスト
クエストは大きく分けて、メインクエスト・サブクエスト・ライフクエスト・デイリークエストの4種類に分かれる。
メインクエストは物語の中核であり、主に「マーズものがたり」と呼ばれる。ドクロ石によって危機が訪れたファンタジールを助けるために、クルブルクを拠点とし、ポルトポルト・ダルスモルス等へ赴き協力を要請する、大使のような役割を果たす。
サブクエストは、ファンタジールである人々から提示された「おねがい」を解決していくもの。
ライフクエストは、そのライフに関係する人物達が提示する「試練」である。このクエストをこなす事でライフごとのスターが溜まっていき、昇格することができる。
デイリークエストは、メグからゲーム内時間で1日1回受注出来る。お礼が普通のアイテムと異なり、ゴールドマーズコインか、シルバーマーズコインを貰える（金銀どちらかはランダム）。なおメグのおつかいはLINK!で追加されるストーリー終了後に解放される。

## ストーリー
ファンタジー世界ファンタジールに住む主人公は、初めてのライフに就いたその日、家の屋根に黒い瘴気を放った「ドクロ石」が落ちてくるという出来事に見舞われる。主人公は、ドクロ石について知りたいと思い、居候のしゃべるちょうちょと共にファンタジールを股にかけた冒険に出る。

### LINK!追加ストーリー
ファンタジールの危機を救い、ちょうちょとともに平和な日々を過ごしていた主人公のもとに、ドグという人語を話す人形が訪れ、主人公は、ドグがこの世界とは別にある「はじまりの島」から来たことを知る。
「はじまりの島」は、古代ファンタジールの世界に実在した島であることを知った主人公は、ドグとちょうちょとともにその島を訪れ、主人公は「いにしえのわざわい」という言い伝えを知る。

## 登場人物

### 主要人物
ユエリア
ステラと神様の子供でノーラとは双子の姉である。主人公をサポートしたり一緒に行動を共にするヒロイン。主人公には最初はチョウチョとして接触するが、後に本当の姿を現す。白いほっかむりに白い衣装と、妹のノーラとは対照的に真っ白な衣装を身にまとっている。戦闘では、光属性の魔法と回復を得意とする。
ステラ
ユエリアとノーラの母。物語終盤で登場し、そしてすぐにいなくなってしまう謎の人物。はじまりの島の元巫女であり、同じく巫女であるミコの体を借りて喋ったりなど、その実力も不明。光の試練を突破することにより、仲間に加えることが出来るようになる。
ノーラ
ユエリアの双子の姉妹。ユエリアとは対照的に黒い衣装を身にまとっている。戦闘では、闇属性の魔法と雷(風)属性と思われる魔法を放つ。

### クルブルク
メグ
クルブルクの不動産屋。当初、主人公はこの店舗の二階の部屋を借りている。主人公やちょうちょを実の子供のように可愛がっている。『千里眼のメグ』と呼ばれていたらしく、主人公やちょうちょが体験したことや嘘を一瞬で見抜く。それほどの実力を持っているのに、仲間に加える事は出来ない。
エリック
クルブルクの国王。幼い外見をしているが、一児の父である。ライフのライセンス認定をし、マーズ事件の先頭に立つ事がある。
ラウラ
クルブルクの姫。エリックとフェリアの娘である。好奇心が旺盛で、男装してたびたび城を抜け出してはマスタングに連れ戻されている。イネムリドラゴンと心を通じ合わせる、心優しい少女である。その行動力から外出をエリックに制限されているが、後に和解する。
フェリア
クルブルク王妃。夫を支え娘の好奇心を手助けする、良妻賢母な女性。
マスタング
クルブルク王国兵士長。周囲からブーメランひげと呼ばれている。なおそのヒゲのブーメランは武器にならない模様。

### ポルトポルト
オリビア
ポルトポルトの総元締め。父譲りの探究心から海賊となり、主立った政務をアンディに任せ、海に出ている。
アンディ
ポルトポルトの補佐官。オリビアに代わって主な政務を行っている。
エイハブ
オリビア・アンディの父にして、先代の総元締め。

### ダルスモルス
ルーザ・デイモン
若くしてダルスモルスを治める魔王。
オデオン
ルーザに仕える魔王軍の隊長。

### コモレヴィ
ダヌータ
コモレヴィを治める精霊王。昔は小さかったらしい。
ピーノ
森の番人に近い存在の旅人。嬉しいことがあると耳がぴくぴくと動く……らしい。
レルナ
ピーノの妹。

### はじまりの島
ミコ
はじまりの島の巫女。本来は好奇心旺盛だが、自らを抑えて巫女の務めに励んでいる。
レオ
ミコの兄。
ドグ
ミコの土偶。いにしえのわざわい。
おんせんにん
ミコとレオの祖父。
ルイーザ
温泉の管理人。

### ファンタジーライフオンラインにおける登場人物
ファンタジーライフオンラインでは、過去作に登場したキャラクターも多く存在する。
ゲーム内においては、ストーリーで関わることもあればガチャによる召喚で仲間にすることもできる。
グレン
「竜殺し」と呼ばれていた孤独を好む凄腕の傭兵。彼が扱う剣は竜を切り裂き神をも凌駕すると噂されるほど。
元々王国兵士だったが「傭兵の方が向いている」とかんむりじいさんに言われ転職した。
今作のメインストーリーにおいても重要な人物。
ルージュ
常に強敵との出会いを求める、豪胆で姉御肌の女傭兵。カワイイものが大好きという一面も。
傭兵マスターになることをセルヴァンテスに薦められているが、本人は自由に生きたいと断っている。
シロネ
王立魔法学院で先生をしている魔法使い。凄腕だが、いつもボーッとしていて時々弟子に怒られている。
性別で驚かされるプレイヤーが多い。
ホーク
風の流れを読むことができる狩人。時々自分に酔っておかしな言葉遣いで喋るが、その実力は確かなもの。
狩人マスターのイムカとは同じ門下出身。
ジーク
少し口下手だがとても真面目な天才王国兵士。ファンクラブができるほどの美青年。
クルブルクの剣とも呼ばれている。ちなみにクルブルクの盾は同じ王国兵士であるローマン。
スノウ
雪のようなきらめく笑顔が大人気のアイドル少女。
アイドルとして明るく振る舞うが、本当は内気で恥ずかしがり屋。
ヒルダ
ジークの妹。実力はあるのだが自分に自信がない王国兵士。兄のことを心から慕っている。
サラ
ストイックに強さを追求する寡黙な傭兵少女。料理が好きだがその腕は壊滅的。
イアン
仕事に全てを注ぎ込むひたむきな鍛冶師。鍛冶以外のことにはあまり関心がない。
使い込まれた剣をボロボロでかわいそうだと感じていたが、サラに諭され(?)価値観が変わった。
ミシェル
性格も仕事も全てがキチッとしている裁縫師。戦うライフを野蛮だと思っていたが、
ルージュの戦う姿を見て美しいと感じ、以降そういった偏見は無くなった。

## 開発
本作は2009年頃に、ニンテンドーDS向けの「スローライフRPG」として企画され、ドット画や暖かみのある2Dのグラフィックが得意であるという理由でブラウニーブラウンが開発に携わった。
菅野敦はGame Watchの山村智美とのインタビューの中で、「日野晃博は『ウルティマオンライン』のような世界を目指していたようだったが、僕はいきなりそこを目指そうとすると壮大な話になってしまうため、新たな切り口でRPGを作ろうかと考えていた。そこへ『The Elder Scrolls V: Skyrim』（以下：スカイリム）の発表があり、僕の中で『スカイリム』のようなゲームを日本人が作ったらどうなるかという考えが浮かんだ。『スカイリム』をはじめとする海外のRPGはリアルな世界観と自由度の高いプレイスタイルを売りとしており、日本のRPGがそのような作品を作ってもよいが、僕はあえて暖かみのある世界観で日本流のオープンワールドゲームを作ってみてはどうかと考え、初代『ドラゴンクエスト』が当時流行していた海外製RPGの要素を分解して再構築したように、海外製のオープンワールドRPGの要素を日本流に小さく再構築することを考えた。」と振り返り、様々な生き方を楽しめるように要素を詰め込んだと述べている。
開発スタッフは様々なオープンワールドのRPGを分析し、面白いと思う要素を模索しながら3DS上でアレンジを加えた。また、多くのソーシャルゲームやカジュアルゲームにおける「クエスト達成の報酬」という、時代に合わせた要素も取り入れられた。
開発期間中、ニンテンドー3DSの発表を受けた本作のプロデューサーの日野は、開発チームへ3DS向けの3DCGソフトに変更するよう指示した。
指示を受けた開発チームはドット画をそのまま立体化することも考えたものの、最終的には3Dデザインを制作することにした。
ブラウニーブラウンのスタッフの中には3Dデザインを手掛けた経験がない者も多く、3DSと3Dデザインについて一から勉強するような状態だったため、3Dグラフィックを得意とするハ・ン・ドが開発の途中から参加した。
ディレクターの菅野は前述のインタビューの中で、「スローライフは当初のコンセプトからあったものの、開発の途中からスローライフの『ライフ』の部分をどのように作ろうかという考えに変わっていった。3DCGへ転向すると決まった際、3Dの魅力を考えて行くうちに、アクションなどの手触りやテンポ感を重視したゲームデザインに変わり、スローライフというよりは『心地よさ』と『元気の良さ』を重視する姿勢になった」と振り返っている。

## 商標
レベルファイブが「ファンタジーライフ」を商標として登録出願したところ、ネクソンの「マビノギ」のロゴに「fantasy LIFE」の語が含まれていたとして類似商標が存在するという理由で特許庁により一度拒絶されたが、レベルファイブによる行政訴訟でマビノギの「fantasy LIFE」部分はロゴの支配的な部分ではなく類似ではないとするレベルファイブの主張が2012年に認められ特許庁の判断は取り消された。

## スタッフ
- 企画・プロデュース - 日野晃博
- ディレクター - 菅野敦
- シナリオ - 戸田昭吾、菅野敦
- テーマ曲 - 植松伸夫
- イメージイラスト - 天野喜孝
- 開発 - ブラウニーブラウン、ハ・ン・ド
- アニメーション - 神風動画

## ファンタジーライフ オンライン
『ファンタジーライフ オンライン』は、レベルファイブより配信されていたiOS / Android専用のオンラインRPG。サービス期間は2018年7月23日 - 2021年12月15日。略称は『FLO』。
新システムとして、自分の拠点を作ることができる「ビレッジ」がある。
2021年12月15日をもってサービスを終了した。

### 配信までの経緯と度重なる配信延期
元々は『ファンタジーライフ2 ふたつの月とかみさまの村』（ファンタジーライフツー ふたつのつきとかみさまのむら）のタイトルで2015年夏に配信を予定していた。同年9月1日には配信時期を2016年に延期することと、同年冬にβテストを行うことを発表。2016年5月30日にはβテストの時期を8月に延期することを発表し、7月29日から8月1日にかけて実施した。
同年10月21日、開発過程でのクオリティ向上を経た結果、タイトルを『ファンタジーライフ オンライン』に変更したことを発表。同年12月17日には配信時期を2017年4月に延期することを発表。同年4月28日から5月1日には最終βテストを行い、その結果を踏まえ、同年6月13日に配信時期を2017年内に延期することを発表。その後、同年12月22日に配信時期を2018年春に、2018年5月11日に配信時期を2018年夏に延期することを発表、最終的に同年7月18日、正式なサービス開始日時が配信日が同年7月23日に決定したことが発表。当初予定していた配信日から約3年後の配信となった。

## ファンタジーライフi グルグルの竜と時をぬすむ少女
『ファンタジーライフi グルグルの竜と時をぬすむ少女』はレベルファイブより2025年5月22日発売のゲームソフト。シリーズ1作目である『ファンタジーライフ』の続編となる。対応プラットフォームはNintendo Switch・PlayStation 5・PlayStation 4・Xbox Series X/S・PC（Steam配信）。
今作では新たに「農家」と「芸術家」がライフとして追加されており、合計14種類の中から選択が可能。
また、物語の舞台がファンタジール内の「無人島」そして新たな要素として過去へのタイムトラベルが可能となったことにより一部ライフのマスターも変更されている模様。
『ファンタジーライフ オンライン』にあった「ビレッジ」のような新要素、「ハウジング」「街づくり」「島の再生」などが追加されている。

### リリース（ファンタジーライフi）
『ファンタジーライフi グルグルの竜と時をぬすむ少女』は元々、2024年10月10日に発売される予定だったが、その後2025年4月に変更された。最終的には2025年5月22日にNintendo Switch・PlayStation 5・PlayStation 4・Xbox Series X/S・PC（Steam配信）用ソフトとして発売された。
2025年6月5日にNintendo Switch 2版となる『ファンタジーライフi グルグルの竜と時をぬすむ少女 Nintendo Switch 2 Edition』が配信。また、パッケージ版は2025年8月7日に発売される予定である。

### あらすじ（ファンタジーライフi）
主人公は考古学者のエドワードらとともに航海に出て、「未知の無人島」を見つけた矢先、ドラゴンの襲撃に遭う。その時甲板に積んでいた化石から骨ドラゴンが現れ応戦するが、撃墜されてしまう。その際、主人公と骨ドラゴンは1000年前の世界、すなわち先の無人島にまだ人が住んでいたころの時代に転移してしまう。エドワードと再会するために現代へ戻る方法を模索する中、主人公はライフ（職業）に就いていなかったことを島民に指摘される。その後、職を得てまっとうな扱いを受けられるようになった主人公は現代に戻り、島について調べる中、「バカデッカーナ大陸」という異世界へ出入りできるようになった。

### 登場人物（ファンタジーライフi）
主人公
声 - 若山詩音
エドワード
声 - KENN
レム
声 - 桑原由気
ラノア
声 - 内田雄馬
トリップ
声 - 羽多野渉
グルム
声 - 竹中悠斗

### 開発（ファンタジーライフi）
開発は当初comceptの開発部門であるLEVEL5 comceptにより行われ、2025年3月より同社からの事業譲渡に伴いレベルファイブ大阪オフィスへ開発が移管されている。

### 反響（ファンタジーライフi）
本作は、2025年7月の時点で全世界累計販売本数が120万本を突破した。

### 評価（ファンタジーライフi）
イラストレーターの退屈健は「電ファミニコゲーマー」に寄せた記事の中で、スローライフが好きな方にも、戦闘が好きな方にもお勧めだと評している。
ライターの結木千尋は、「Real Sound」に寄せた記事の中で、自分で遊び方を見出すという本作の在り方が時流にマッチした結果、ヒットにつながったのではないかと分析しており、動画配信者の影響も指摘している。